# أندريه لاكروا
أندريه لاكروا هو لاعب هوكي الجليد كندي، ولد في 5 يونيو 1945 في ليفيس في كندا.

## وصلات خارجية
- أندريه لاكروا على موقع دوري الهوكي الوطني (الإنجليزية)
- أندريه لاكروا على موقع قاعة مشاهير الهوكي (لاعب أن.إتش.أل) (الإنجليزية)
- أندريه لاكروا على موقع EliteProspects.com (الإنجليزية)
- أندريه لاكروا على موقع HockeyDB.com (الإنجليزية)
- أندريه لاكروا على موقع Hockey-Reference.com (الإنجليزية)